# Espresso tonic
Espresso tonic o café tonic es una bebida mixta sin alcohol que se elabora mezclando espresso y agua tónica. Registrada por primera vez en 2007, la bebida se hizo popular en Escandinavia antes de extenderse a América del Norte, Japón y todo el mundo. Los ingredientes clave son el espresso y el agua tónica, pero se pueden agregar otros saborizantes.

## Historia
Mientras que la tónica se patentó en 1858 en Londres, y las máquinas de café expreso se inventaron en 1905 en Italia, el primer registro de la creación de esta bebida fue en Oslo en 2007. Allí lo mezcló un barista que trabajaba con los futuros fundadores de la empresa sueca Koppi Roasters, Anne Lunell y Charles Nystrand.

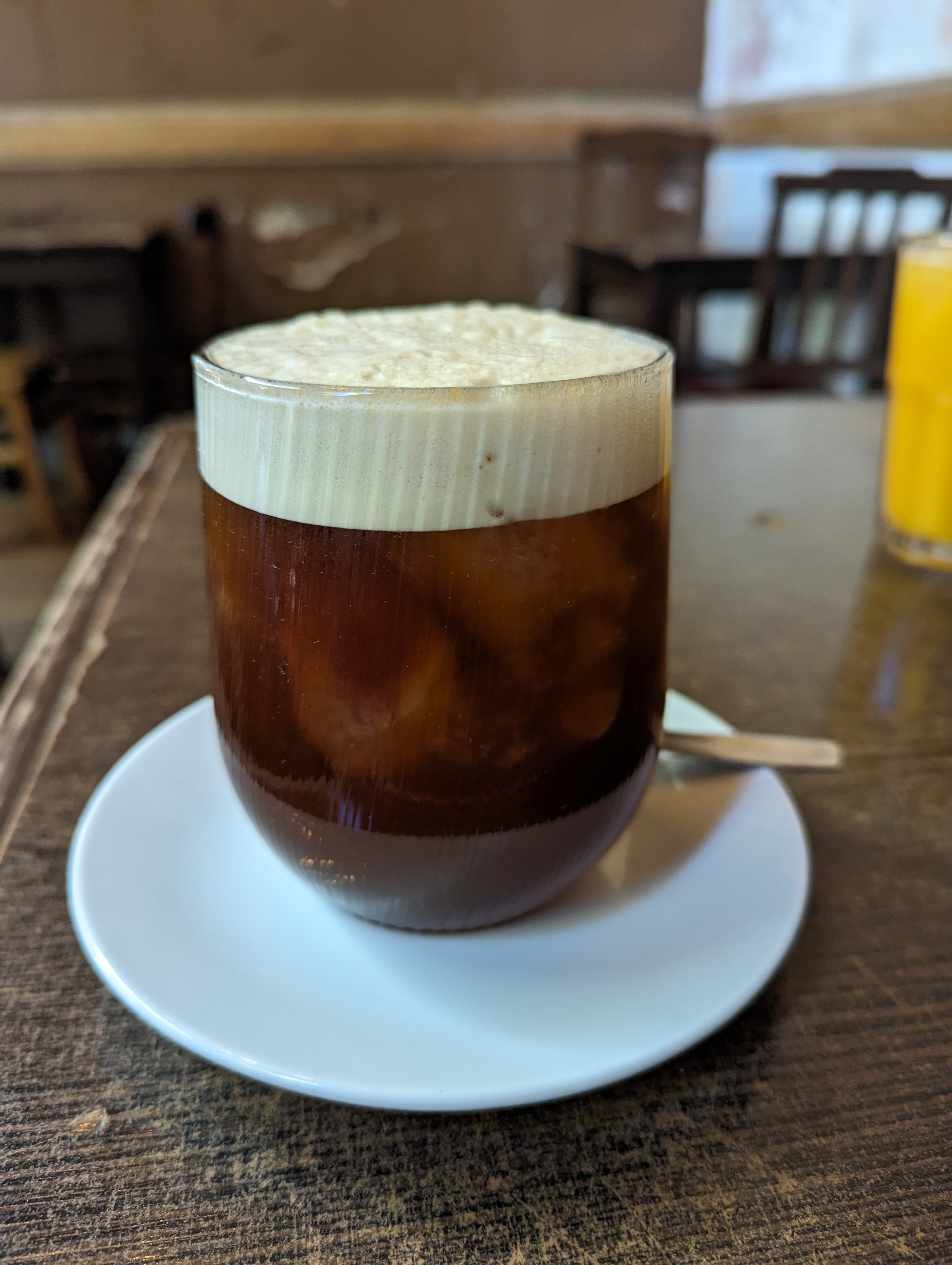
Espresso tonic, con espuma (Montevideo, 2023).

Posteriormente, en 2007, apareció en el menú de Koppi Roasters en Helsingborg, como Kaffe & Tonic. Su popularidad creció en Escandinavia y, en la década de 2010, la bebida se había extendido a la cultura cafetera de América del Norte como resultado de competencias internacionales de baristas. En 2015, la bebida también se había extendido a Japón. La historiadora Wendy Pojmann ha asociado la bebida con la «moda barista». En 2019, la cadena de café británica Caffè Nero se asoció con la empresa de bebidas Fever-Tree para vender dos variaciones de la bebida en sus puntos de venta.

## Presentación
La bebida se crea tradicionalmente vertiendo espresso sobre agua tónica helada, creando una bebida en capas. Si la tónica se vierte sobre el espresso, se forma una espuma en la bebida. La bebida también puede incluir jarabe de azúcar, una guarnición de limón, u otros sabores como cereza, lima o miel. Son los baristas japoneses a quienes se les atribuye el mérito de agregar sabores adicionales a la bebida primero. Las sugerencias para servir incluyen usar un vaso de tubo y con una pajita.